# Cooksey Sisters' Young Ladies' Academy
Cooksey Sisters' Young Ladies' Academy var en flickskola i Sydney i Australien, verksam mellan 1858 och 1874. 
Skolan grundades av systrarna Catherine och Sarah Cooksey.  De hade emigrerat till Australien för att komma närmare sin systerson William Savigny, som var grundaren av pojkskolan Collegiate School.  De hade erfarenhet i yrket, eftersom de redan i England hade drivit en flickskola: Warf House i Upton Warren. 
I Sydney fanns sedan "Mrs Williams" skola från 1806 en stor mängd flickskolor, av vilka de främsta konkurrenterna var Henrietta Dubosts skola (1833-1861), Mrs and Misses de Metz' flickpension (1833-1868) och Miss Moore's Seminary (1833-1870), men endast få av de många flickskolorna ansågs hålla en hög standard och systrarna Cocksey hade blivit informerade om att de flesta som startade flickskolor inte hade någon tidigare erfarenhet av det.  
Skolan i Sydney var inrymd i en stor herrgårdsbyggnad vid stranden vid namn Carthona. Skolan beskrivs som framgångsrik, och systrarna tjänade uppenbarligen en förmögenhet. Det var en fashionabel skola för överklassdöttrar som kunde erbjuda aktiviteter som havsbad tack vare sin egen strand. Den blev känd i hela Australien och annonserade så långt bort som i Brisbane. 
År 1872 pensionerade sig systrarna Cocksey efter att ha tjänat en förmögenhet och drog sig tillbaka till Tasmanien. De överlät skolan på Helen Tait, som sedan 1857 hade drivit flickskola i flera tillfälliga lokaler runt staden. Tait var dock inte framgångsrik utan tvingades avveckla skolan 1874. Att en skola inte varade mycket längre än dess grundares verksamhetstid och behov av att försörja sig var typiskt för de många flickskolorna vid denna tid, även de mest framgångsrika, som denna. 